# Okrožno sodišče v Kopru
Okrožno sodišče v Kopru je okrožno sodišče Republike Slovenije s sedežem v Kopru, ki spada pod Višje sodišče v Kopru. Trenutna predsednica (2020) je mag. Samanta Nusdorfer, okrožna sodnica.
Pod to okrožno sodišče spadajo naslednja okrajna sodišča:
- Okrajno sodišče v Ilirski Bistrici
- Okrajno sodišče v Kopru
- Okrajno sodišče v Piranu
- Okrajno sodišče v Postojni
- Okrajno sodišče v Sežani